# 御书楼
御书楼本名宸翰楼，位于中国山西省长治市沁县城区，兼做民俗博物馆，已列为长治市文物保护单位。

## 建筑
御书楼原为清保和殿大学士兼刑部尚书吴文端公吴琠（1637—1705年）祠堂的一部分，位于兴文街，由吴琠之子吴时谦创建于康熙四十七年（1708年），上下两层。宸翰楼因珍藏康熙皇帝手迹而得名。全楼嵌壁保存48块汉白玉石刻拓片，主要是康熙皇帝御赐手迹1346字，其中康熙临米芾《千字文》1094字，钤印“渊鉴斋、康熙宸翰、稽古右文之章”三方，系康熙十六年五月二十四日詹事沈荃进呈米芾《千字文》，康熙四十二年（1703年）五月二日在澹宁居，将临摹之作特赐吴琠。吴琠将其刻于汉白玉石之上，其子又将全部石刻嵌在墙壁上。1996年迁移至文庙前。

## 保护
1999年11月2日，御书楼公布为第三批长治市文物保护单位。